# Epiclerus haeckeli
Epiclerus haeckeli är en stekelart som först beskrevs av Girault 1913.  Epiclerus haeckeli ingår i släktet Epiclerus och familjen raggsteklar. Inga underarter finns listade i Catalogue of Life.